# إيفان تريشكوفسكي
إيفان تريشكوفسكي (بالمقدونية: Иван Тричковски)، مواليد 18 أبريل 1987 في إسكوبية، مقدونيا الشمالية، هو لاعب كرة قدم مقدوني يلعب في دوري الدرجة الأولى القبرصي مع نادي أيك لارنكا في مركز الهجوم. مثّل منتخب مقدونيا لكرة القدم.

## المسيرة الاحترافية

### نادي ريد ستار بلغراد
انضم تريشكوفيسكي إلى نادي النجم الأحمر بلغراد في يناير 2008 مقابل قدره 800,000 يورو تقريبا من نادي رابوتنيتشكي.

### نادي أبويل
قضى تريشكوفيسكي موسم 2009-10 مع نادي إينوسيس نيون باراليمني مُعاراً من نادي ريد ستار بلغراد، حيث سجل 8 أهداف في 29 مباراة، ثم انتقل إلى نادي أبويل الذي وافق من حيث المبدأ على عقد بثلاث سنوات معه وذلك في مايو 2010. في ديسمبر 2010 عرض نادي لوكيرين البلجيكي عرضاً رسمياً بمبلغ 1.2 مليون يورو لضم تريشكوفيسكي إلى صفوفه ولكن نادي أبويل رفض ذلك. أصبح تريشكوفيسكي بطلا في أول موسم له مع نادي أبويل من خلال مساعدة النادي على الفوز في دوري الدرجة الاولى القبرصي. وفي الموسم التالي، ظهر تريشكوفيسكي في كل مباريات نادي أبويل في دوري أبطال أوروبا 2011-2012 (من مرحلة المجموعات إلى الدور ربع النهائي) وسجل هدفاً واحداً ضد نادي شاختار دونيتسك في ملعب دونباس أرينا في 28 سبتمبر 2011 في الدقيقة 61 في مرحلة المجموعات في المباراة التي انتهت بالتعادل 1-1. كما ظهر في الجولة 16 في المباراة التي فاز فيها فريقه على أولمبيك ليون بركلات الترجيح.

### أيك لارنكا
في عام 2016 انتقل إلى دوري الدرجة الاولى القبرصي ليلعب لصالح نادي أيك لارنكا.

### نادي كلوب بروج
في يونيو 2012 انتقل تريشكوفسكي إلى نادي كلوب بروج البلجيكي مقابل مبلغ لم يكشف عنه، يعتقد أنه وصل إلى 1.2 مليون يورو. في 20 يوليو 2013، أكمل انتقاله إلى فاسلاند بيفيرين، على صفة قرض مدتها موسم واحد من نادي كلوب بروج.
ومن الأندية التي لعب لها نادي فاردار ونادي رابوتنيتشكي ونادي فاسلاند بيفيرين وادي النصر الإماراتي ونادي ليغيا وارسو.

## المشاركة الدولية
على المستوى الدولي شارك تريشكوفيسكي في فريق الشباب تحت 17 سنة وسجل ضد إيطاليا في 21 سبتمبر 2003، في تصفيات كأس الأمم الأوروبية تحت 17 سنة لكرة القدم لعام 2004، وسجل ضد لوكسمبورغ في 25 سبتمبر 2003.
ولعب أيضا مع منتخب الشباب تحت 19 سنة. وسجل هدفاً ضد أذربيجان في 28 سبتمبر 2004، في تصفيات كأس الأمم الأوروبية تحت 17 سنة لكرة القدم، وسجل ضد أرمينيا في 30 سبتمبر 2004، وسجل ضد فرنسا في 2 أكتوبر 2004. كما لعب مع منتخب بلاده في تصفيات كأس الأمم الأوروبية تحت 19 سنة لكرة القدم لعام 2006.
وكان من ضمن تشكيلة منتخب مقدونيا الشمالية تحت 21 سنة لكرة القدم قبل أن يُستدعى إلى المنتخب الوطني في فبراير 2008 لمواجهة منتخب صربيا في مباراة ودية، لكنه اضطر إلى الانسحاب بسبب الإصابة.
سجل في أول مباراة له مع المنتخب الوطني في 29 مايو 2010 ضد أذربيجان في المبارة التي فازت فيها مقدونيا (3-1). وسجل هدفاً دولياً آخر لمقدونيا في 11 أغسطس 2010 ضد مالطا.

## إحصاءات

### مع الأندية
آخر تحديث 30 نوفمبر 2019.
| النادي                      | الموسم        | المنافسة                         | المنافسة | المنافسة | الكأس   | الكأس | قاري    | قاري  | أخرى    | أخرى  | المجموع | المجموع |
| النادي                      | الموسم        | الدوري                           | مباريات  | أهداف    | مباريات | أهداف | مباريات | أهداف | مباريات | أهداف | مباريات | أهداف   |
| --------------------------- | ------------- | -------------------------------- | -------- | -------- | ------- | ----- | ------- | ----- | ------- | ----- | ------- | ------- |
| نادي رابوتنيتشكي            | 2007–08       | الدوري المقدوني الأول لكرة القدم | 0        | 0        | —       | —     | 6       | 0     | —       | —     | 6       | 0       |
| النجم الأحمر بلغراد         | 2007–08       | الدوري الصربي لكرة القدم         | 11       | 0        | 0       | 0     | —       | —     | —       | —     | 11      | 0       |
| النجم الأحمر بلغراد         | 2008–09       | الدوري الصربي لكرة القدم         | 14       | 3        | 0       | 0     | 2       | 0     | —       | —     | 16      | 3       |
| النجم الأحمر بلغراد         | المجموع       | المجموع                          | 25       | 3        | 0       | 0     | 2       | 0     | —       | —     | 27      | 3       |
| نادي إينوسيس نيون باراليمني | 2009–10       | الدوري القبرصي الدرجة الأولى     | 29       | 8        | 0       | 0     | —       | —     | —       | —     | 29      | 8       |
| نادي أبويل                  | 2010–11       | الدوري القبرصي الدرجة الأولى     | 27       | 11       | 0       | 0     | 5       | 1     | 0       | 0     | 32      | 12      |
| نادي أبويل                  | 2011–12       | الدوري القبرصي الدرجة الأولى     | 24       | 6        | 2       | 0     | 13      | 1     | 1       | 0     | 40      | 7       |
| نادي أبويل                  | المجموع       | المجموع                          | 51       | 17       | 2       | 0     | 18      | 2     | 1       | 0     | 72      | 19      |
| نادي كلوب بروج              | 2012–13       | الدوري البلجيكي الممتاز          | 19       | 1        | 1       | 0     | 3       | 1     | —       | —     | 23      | 2       |
| فاسلاند بيفيرين (إعارة)     | 2013–14       | الدوري البلجيكي الممتاز          | 33       | 5        | 2       | 1     | —       | —     | —       | —     | 35      | 6       |
| نادي النصر                  | 2014–15       | دوري الخليج العربي               | 12       | 3        | 0       | 0     | —       | —     | 7       | 3     | 19      | 6       |
| ليغيا وارسو                 | 2015–16       | الدوري البولندي الممتاز          | 11       | 1        | 0       | 0     | 6       | 0     | —       | —     | 17      | 1       |
| نادي أيك لارنكا             | 2015–16       | الدوري القبرصي الدرجة الأولى     | 14       | 7        | 4       | 1     | —       | —     | —       | —     | 18      | 8       |
| نادي أيك لارنكا             | 2016–17       | الدوري القبرصي الدرجة الأولى     | 26       | 14       | 4       | 4     | 8       | 6     | —       | —     | 38      | 24      |
| نادي أيك لارنكا             | 2017–18       | الدوري القبرصي الدرجة الأولى     | 28       | 11       | 6       | 4     | 7       | 1     | —       | —     | 41      | 16      |
| نادي أيك لارنكا             | 2018–19       | الدوري القبرصي الدرجة الأولى     | 23       | 15       | 3       | 1     | 12      | 8     | 1       | 0     | 39      | 24      |
| نادي أيك لارنكا             | 2019–20       | الدوري القبرصي الدرجة الأولى     | 10       | 11       | 0       | 0     | 6       | 5     | —       | —     | 16      | 16      |
| نادي أيك لارنكا             | المجموع       | المجموع                          | 101      | 58       | 17      | 10    | 33      | 20    | 1       | 0     | 152     | 88      |
| المجموع الكلي               | المجموع الكلي | المجموع الكلي                    | 281      | 96       | 22      | 11    | 66      | 23    | 9       | 3     | 380     | 133     |

### الأهداف الدولية
المصدر
| #  | التاريخ       | المكان                                | الخصم           | الأهداف التي سجلها | النتيجة | المنافسة                                   |
| -- | ------------- | ------------------------------------- | --------------- | ------------------ | ------- | ------------------------------------------ |
| 1. | 29 مايو 2010  | النمسا                                | أذربيجان        | 1-0                | 3-1     | مباراة ودية                                |
| 2. | 11 أغسطس 2010 | ملعب تاكالي الوطني، تاكالي في مالطا   | مالطا           | 1-0                | 1-1     | ودية                                       |
| 3. | 26 مارس 2011  | ملعب أفيفا دبلن في أيرلندا            | جمهورية أيرلندا | 1-2                | 1-2     | تصفيات بطولة أمم أوروبا 2012 المجموعة ب    |
| 4. | 6 سبتمبر 2013 | ملعب فيليب الثاني، إسكوبية في مقدونيا | ويلز            | 1-0                | 2-1     | تصفيات كأس العالم 2014 – أوروبا المجموعة أ |
| 5. | 6 سبتمبر 2018 | ملعب فيكتوريا جبل طارق                | جبل طارق        | 1-0                | 2-0     | دوري الأمم الأوروبية 2018–19 د             |

## إنجازات
أبويل
- دوري الدرجة الاولى القبرصي: 2010-11
- كأس السوبر القبرصي: 2011

النصر
- كأس رئيس دولة الإمارات: 2014-15
- كأس الخليج العربي الإماراتي: 2014-15

ليجيا وارسو
- الدوري البولندي الممتاز: 2015-16

أيك لارنكا
- الكأس القبرصي: 2017-18

## وصلات خارجية
- إيفان تريشكوفسكي على موقع الاتحاد الأوربي (الإنجليزية)
- إيفان تريشكوفسكي على موقع قاعدة بيانات كرة القدم.إي يو (الإنجليزية)
- إيفان تريشكوفسكي على موقع ناشيونال فوتبول تيمز (الإنجليزية)
- إيفان تريشكوفسكي على موقع Soccerway.com (الإنجليزية)
- إيفان تريشكوفسكي على موقع عالم كرة القدم.نت (الإنجليزية)
- إيفان تريشكوفسكي على موقع AS.com (الإسبانية)

- الملف الشخصي في (مقدونيا لكرة القدم)
- إيفان تريشكوفسكي  على سكروي